# 大草履蟲
大草履蟲（學名：Paramecium caudatum），又名尾草履蟲，是屬於草履蟲科的一種纖毛蟲，草履蟲屬的一種。是原生動物中體形最大的種類之一，身體呈圓筒形，似草鞋底，故得此名。體長 200-300 微米。

## 形態和習性
全身表面披長短和粗細相同分佈均勻的纖毛，纖毛活動時如麥浪起伏，草履蟲靠此來走動。體側有一個口溝，底部有口，是草履蟲攝食水中細菌和其他有機物的器官。在口的前方具較為長密的纖毛，稱為波動膜，它的運動可使水流進入口溝，協助覓食。在身體的前後端各有一個伸縮泡，前後交替收縮，以調節體內水平衡的作用。具大小兩個核和刺絲泡。以二裂法和接合法生殖。草履蟲生活在池塘，水溝等有機環境中。當它受到敵人攻擊或其他外界刺激時，刺絲泡就會釋放，成為長而黏的細絲，纏繞在敵人的身上，以此保護自己。同時草履蟲也可利用刺絲泡將身體貼在其他物體上。

## 外部連結
- Paramecium caudatum（页面存档备份，存于） - Catalogue of Life